# Asociación Chilena de Municipalidades

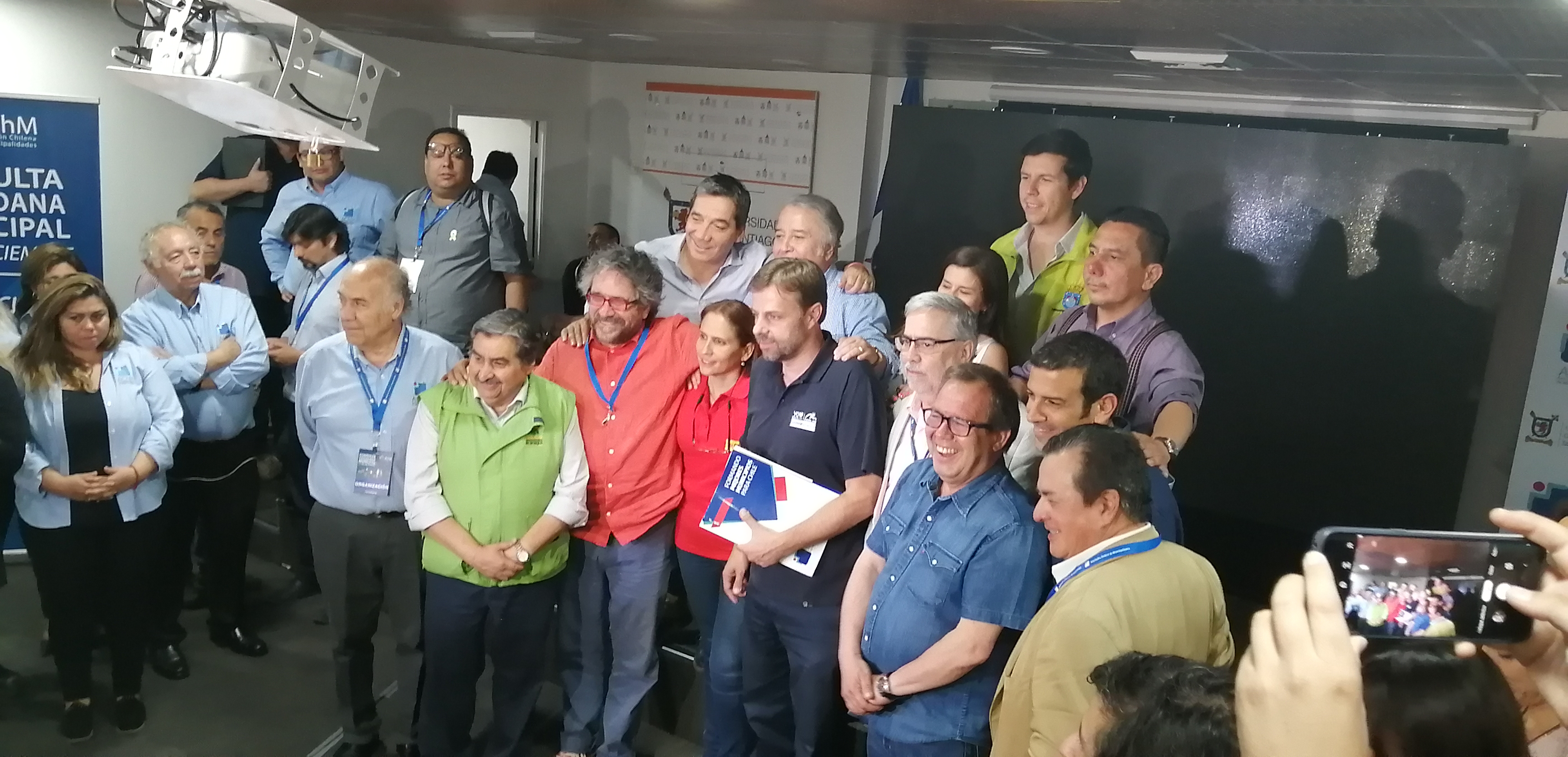
Alcaldes de diversas comunas en punto de prensa en el contexto de la consulta ciudadana de Chile de 2019.

La Asociación Chilena de Municipalidades (AChM) es una organización fundada el 10 de mayo de 1993 que agrupa a las municipalidades chilenas.

## Historia
La Asociación Chilena de Municipalidades nace el 10 de mayo de 1993 en conformidad a lo establecido en la Ley N.° 18.695 Orgánica Constitucional de Municipalidades en sus artículos 137 a 140.
La misión de esta agrupación es «representar a los municipios de Chile ante organismos públicos, privados, regionales, nacionales e internacionales y apoyar política y técnicamente a sus asociados en la profundización de la democracia, la descentralización, el mejoramiento y modernización de la gestión municipal».La afiliación a la AChM es voluntaria, pero debe pasar por los concejos municipales.
En mayo de 2013, por primera vez en los 20 años de la organización, se llevaron a cabo elecciones internas para escoger a la directiva. El resultado entregó el mando de la organización a los municipios integrantes de la Concertación, seguidos por los independientes y finalmente por la Coalición por el Cambio. Luego de que los alcaldes de esta última coalición quedaran notablemente contraídos en la directiva, 39 municipios expresaron su intención de retirarse de la organización, pero de ellos solamente 3 pudieron lograr una votación en sus concejos comunales para concretar la renuncia.[cita requerida] Los mismos tres alcaldes de la Coalición por el Cambio al ver sus intereses afectados conformaron la Asociación de Municipalidades de Chile (AMUCh).

## Directorio actual
Actualmente, el directorio de la organización está compuesto por trece alcaldes: 
| Nombre                        | Cargo Municipal          | Cargo en Directorio    |
| ----------------------------- | ------------------------ | ---------------------- |
| Gustavo Alessandri Bascuñán   | Alcalde de Zapallar      | Presidente             |
| Isabel Valenzuela             | Alcaldesa de Colina      | Primera vicepresidenta |
| Maximiliano Ríos Galleguillos | Alcalde de Lo Prado      | Segundo vicepresidente |
| Felipe Muñoz Heredia          | Alcalde de Padre Hurtado | Tesorero               |
| Claudia Pizarro               | Alcaldesa de La Pintana  | Vicepresidenta         |
| Claudio Castro                | Alcalde de Renca         | Vicepresidente         |
| Jorge Calderón Núñez          | Alcalde de Cochrane      | Vicepresidente         |
| Juan Pablo Olave Cambara      | Alcalde de Isla de Maipo | Vicepresidente         |
| Manuel Rivera Martínez        | Alcalde de Los Andes     | Vicepresidente         |
| Carla Amtmann                 | Alcaldesa de Valdivia    | Vicepresidenta         |
| Gustavo Toro Quintana         | Alcalde de San Ramón     | Vicepresidente         |
| Javiera Reyes Jara            | Alcaldesa de Lo Espejo   | Vicepresidenta         |
| Jessica Mualim                | Alcaldesa de María Pinto | Secretaria general     |

- Actualizado a diciembre de 2024.

## Presidentes
Los presidentes de la organización han sido:
| Alcalde                | Comuna        | Periodo       | Partido |
| ---------------------- | ------------- | ------------- | ------- |
| Jaime Ravinet          | Santiago      | 1993-1997     | PDC     |
| Gonzalo Duarte         | La Florida    | 1997-2000     | PDC     |
| Hernán Pinto           | Valparaíso    | 2000-2003     | PDC     |
| Pedro Sabat            | Ñuñoa         | 2003-2005     | RN      |
| Claudio Arriagada      | La Granja     | 2005-2007     | PDC     |
| Rabindranath Quinteros | Puerto Montt  | 2007-2008     | PS      |
| Ángel Bozán            | Buin          | 2008          | PPD     |
| Jaime Pavez            | La Pintana    | 2008-2009     | PPD     |
| Claudio Arriagada      | La Granja     | 2009-2011     | PDC     |
| Mario Olavarría        | Colina        | 2011          | UDI     |
| Raúl Torrealba         | Vitacura      | 2011-2012     | RN      |
| Santiago Rebolledo     | La Cisterna   | 2013-2014     | PPD     |
| Christian Vittori      | Maipú         | 2014-2015     | PDC     |
| Sergio Puyol           | Macul         | 2015-2016     | PDC     |
| Sadi Melo              | El Bosque     | 2016-2017     | PS      |
| Felipe Delpin          | La Granja     | 2017-2019     | PDC     |
| Germán Codina          | Puente Alto   | 2019-2020     | RN      |
| Fernando Paredes       | Natales       | 2020-2021     | UDI     |
| Gustavo Alessandri     | Zapallar      | 2021-2022     | UDI     |
| Carolina Leitao        | Peñalolén     | 2022-2024     | PDC     |
| Karina Delfino         | Quinta Normal | 2024-2025     | PS      |
| Gustavo Alessandri     | Zapallar      | 2025-presente | UDI     |